# Col du Parpaillon

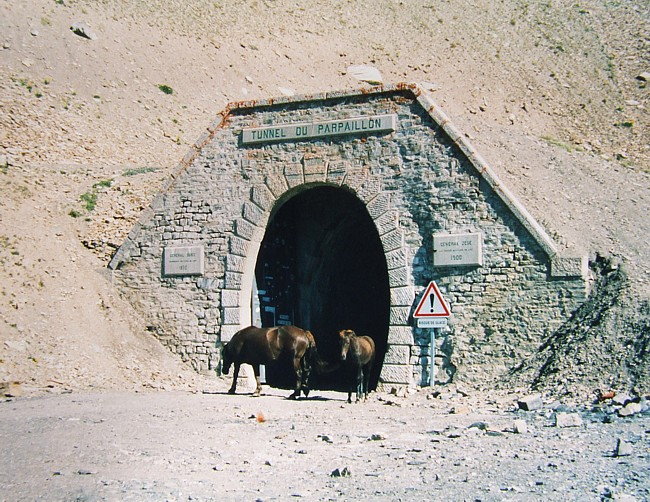
Tunnel unter dem Col du Parpaillon

Der Col du Parpaillon ist ein Gebirgspass in den französischen Alpen. Eine nicht asphaltierte Naturstraße verbindet La Condamine-Châtelard, das sich im Tal der Ubaye im Département Alpes-de-Haute-Provence befindet, mit der Gemeinde Crévoux im Département Hautes-Alpes. Die eigentliche Passhöhe befindet sich in 2780 Metern Seehöhe. Diese kann jedoch nicht angefahren werden, da unter dem Passscheitel ein 520 Meter langer Tunnel in 2637 Metern Höhe die Südostrampe mit der Nordwestrampe verbindet.
Die Erbauung der hochalpinen Strecke durch französische Genietruppen begann im Jahre 1891 und fand aufgrund der widrigen hochalpinen Verhältnisse sowie der Schwierigkeiten beim Bau des für damalige Verhältnisse sehr langen Scheiteltunnels erst nach 20 Jahren im Sommer 1911 ihren Abschluss.
Da parallel die gut ausgebaute Straße über den Col de Vars führt, wird er heute fast ausnahmslos von Touristen und lokalen Schäfern benutzt.
Seit einem Felssturz auf einer Portalseite am 12 Juli 2024 ist der Tunnel nicht mehr passierbar.